# Chrysosporium sulfureum
Chrysosporium sulfureum är en svampart som först beskrevs av Fiedl., och fick sitt nu gällande namn av Oorschot & Samson 1980. Chrysosporium sulfureum ingår i släktet Chrysosporium och familjen Onygenaceae.   Inga underarter finns listade i Catalogue of Life.